# Doriopsilla albopunctata
Doriopsilla albopunctata är en snäckart som först beskrevs av James Graham Cooper 1863.  Doriopsilla albopunctata ingår i släktet Doriopsilla och familjen Dendrodorididae. Inga underarter finns listade i Catalogue of Life.

## Bildgalleri

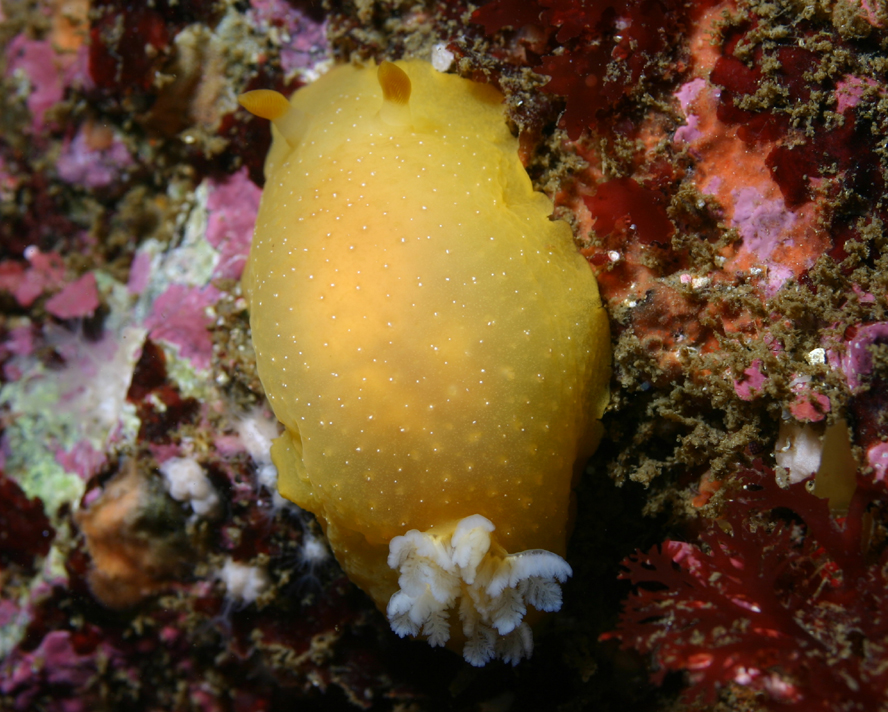